# The archives vol. 1 1963-1972
Neil Young Archives Volume 1 is een verzamelalbum van Neil Young. 

## Algemeen
De boxset die al jaren werd aangekondigd bevat muziek van de Canadees vanaf zijn  beginperiode (1963) tot en met 1972. Volgende delen zijn in voorbereiding. Sommige nummers zijn nooit eerder uitgebracht, dan wel nooit uitgebracht is deze versies, anderen staan op normaal verkrijgbare muziekalbums. De Archives verscheen in drie versies, die onderling verschillen. Naast de box geheel bestaande uit compact discs, is er een versie met alleen dvd’s en een met alleen blu-rayschijven. Onderstaande overzicht is afkomstig uit de cd-versie. De boxset werd beloond met een Grammy Award. De schijven zijn ook los verkrijgbaar, direct bij Reprise Records.

## Early Years (1963-1968)
Early Years (1963-1968) vormt deel 1 in de boxset. Het betreft de periode van The Squires en Buffalo Springfield. Uit de beginperiode zijn er onuitgebrachte nummers, maar ook nummers die onder Buffalo Springfield zijn uitgebracht. De muziek uit het allereerste tijdperk heeft veel weg van de muziek van The Shadows, maar al snel is het eigen geluid van Young te horen in Buffalo Springfield. Track 23 en 24 zijn georkestreerd en laten qua stijl een terugbeweging in de tijd horen.

### Muziek
| track | compositie                      | wie speelt | wat                             | waar                                              | wanneer                     | tijd |
| ----- | ------------------------------- | --- | ------------------------------- | ------------------------------------------------- | --------------------------- | ---- |
| 1     | Aurora                          | The Squires: Neil Young (g) Allan Bates (g) Ken Koblun (b) Ken Smyth (d) Bob Bradburn (stem)                         | single                          | CKRC Winnipeg (radiostation)                      | 23 juli 1963 mono           | 2:12 |
| 2     | The sultan                      | idem | idem                            | idem                                              | 2 april 1964 mono           | 2:36 |
| 3     | I wonder                        | idem | onuitgebracht                   | idem                                              | idem mono                   | 2:26 |
| 4     | Mustang                         | idem | idem                            | idem                                              | idem mono                   | 2:27 |
| 5     | I’ll love you forever           | idem | onuitgebracht                   | CJLX Fort William (Ontario) (radiostation)        | 23 november 1964 mono       | 3:23 |
| 6     | (I’m a man and) I can't cry     | idem | onuitgebracht                   | Winnipeg                                          | maart 1965 mono             | 2:36 |
| 7     | Hello lonely woman              | Neil Young (g,z,harmonica) Connie Smith (g,z)                                                                        | onuitgebracht                   | 35 Golfdale                                       | oktober 1965                | 4:01 |
| 8     | Casting me away from you        | idem | onuitgebracht                   | idem                                              | idem                        | 2:17 |
| 9     | There goes my baby              | idem | onuitgebracht                   | idem                                              | idem                        | 2:26 |
| 10    | Sugar mountain                  | Neil Young (g,z) | onuitgebracht                   | Studio B Elektra Records New York                 | december 1965 mono          | 2:47 |
| 11    | Nowadays Clancy can't even sing | idem | onuitgebracht                   | idem                                              | idem mono                   | 3:06 |
| 12    | Runaround babe                  | idem | onuitgebracht                   | idem                                              | idem mono                   | 2:38 |
| 13    | Peggy grover                    | idem | onuitgebracht                   | idem                                              | idem mono                   | 2:39 |
| 14    | The rent is always due          | idem | onuitgebracht                   | idem                                              | idem mono                   | 2:46 |
| 15    | Extra, extra                    | idem | onuitgebracht                   | idem                                              | idem mono                   | 2:52 |
| 16    | Flying on the ground is wrong   | idem | uit Buffalo Sprinfield-box      | Gold Star Rec Studio, Hollywood                   | 1 juli 1966 mono            | 3:08 |
| 17    | Burned                          | Buffalo Sprinfield                                                                                                   | album Buffalo Springfield       | Gold Star Rec Studio, Hollywood                   | ca augustus 1966 mono       | 2:18 |
| 18    | Out of my mind                  | Buffalo Sprinfield                                                                                                   | idem                            | Gold Star Rec Studio, Hollywood                   | ca augustus 1966 mono       | 3:09 |
| 19    | Down down down                  | Neil Young (g,z) | onuitgebracht                   | Gold Star Rec Studio, Hollywood                   | 5 september 1966 mono       | 2:16 |
| 20    | Kathuna sunset                  | Buffalo Springfield                                                                                                  | Buffalo Springfield-box         | Gold Star Rec Studio, Hollywood                   | ca september 1966 mono      | 2:53 |
| 21    | Mr. Soul                        | Buffalo Springfield                                                                                                  | Buffalo Springfield-box         | Atlantic Studio, NY                               | 9 januari 1967 mono         | 2:49 |
| 22    | Sell out                        | Buffalo Springfield                                                                                                  | onuitgebracht                   | Gold Star Rec Studio, Hollywood                   | februari 1968 mono          | 1:44 |
| 23    | Down to the wire                | Buffalo Springfield                                                                                                  | Decade                          | Gold Star Rec Studio, Hollywood                   | 30 maart-18 april 1967 mono | 2:32 |
| 24    | Expecting to fly                | Neil Young (g,z) Jack Nitzsche (ep) Don Randi (p) Russ Titelman (g) Carol Kaye (b) Jim Gordon (d) aanvullende musici | album Buffalo Springfield again | Sunset sound Studio, Hollywood                    | 6 mei 1967                  | 3:45 |
| 25    | Slowly burning                  | Neil Young (g,z) Jack Nitzsche (ep) Don Randi (p) Russ Titelmann (g) Carol Kaye (b) Jim Gordon (d)                   | onuitgebracht                   | Sunset Sound Studio, Hollywood                    | 6 mei 1967                  | 3:04 |
| 26    | One more sign                   | Neil Young (g,z) | Buffalo Springfield-box         | Gold Star Rec Studio, Hollywood                   | 12 augustus 1967            | 2:06 |
| 27    | Brokken arrow                   | Buffalo Springfield aanvullende opname met Jim Messina Bill Lazarus                                                  | Buffalo Springfield again       | Columbia Rec Studio Hollywood Sunset Sound Studio | augustus/september 1967     | 6:17 |
| 28    | I am a child                    | Neil Young (g,harmonica,z) Gary Marker (b) Dewey Martin (d)                                                          | album Last time around          | Sunset Sound Studio Hollywood                     | 5 februari 1968             | 2:25 |

## Topanga 1 (1968-1969)
Topanga 1 (1968-1969) vormt deel 2 in de boxset. Topanga was de woonplaats van Young gedurende de periode herfst 1969-1970. Het album bevat nooit eerder uitgebrachte opnamen, dan wel remixen alsmede liedjes die terechtkwamen op de albums Neil Young en Everybody Knows This is Nowhere.   

### Muziek
| track | compositie                      | wie speelt                                                                                             | wat                       | waar                               | wanneer           | tijd  |
| ----- | ------------------------------- | --- | ------------------------- | ---------------------------------- | ----------------- | ----- |
| 1     | Everybody knows this is nowhere | Neil Young (g)/(p) Jim Messina (b) George Grantham (d)                                                 | singleversie              | Wall Heider Rec Studio Los Angeles | 23 augustus 1968  | 2:20  |
| 2     | The loner                       | idem                                                                                                   | album Neil Young          | TTG Studio, LA                     | 28 augustus 1968  | 3:53  |
| 3     | Birds                           | idem                                                                                                   | onuitgebracht             | TTG Studio, LA                     | 28 augustus 1968  | 2:18  |
| 4     | What did you do to my life?     | idem                                                                                                   | onuitgebracht             | TTG Studio LA                      | 28 september 1968 | 1:57  |
| 5     | The last trip to Tulsa          | Neil Young (g)                                                                                         | album Neil Young          | Wally Heider Rec Studio            | 1 oktober 1968    | 9:28  |
| 6     | Here we are in the years        | Neil Young (alles behalve) Jim Messina (b) George Grantham (d)                                         | album Neil Young          | Wally Heider Rec Studio            | 2 oktober 1968    | 3:20  |
| 7     | I’ve been waiting for you       | idem                                                                                                   | onuitgebrachte mix        | TTG Rec Studio                     | 9 oktober 1968    | 2:34  |
| 8     | The old laughing lady           | Neil Young (zang) Ry Cooder (g) Jack Nitzsche (el p) Carol Kaye (b) Earl Palmer (d) aanvullende musici | album Neil Young          | Sunwest Rec Studio, Hollywood      | 17 oktober 1968   | 6:01  |
| 9     | I’ve loved her so long          | zie boven alleen Messina (b)                                                                           | album Neil Young          | Sunwest Rec Studio                 | 18 oktober 1968   | 2:49  |
| 10    | Sugar mountain                  | Neil Young (g)                                                                                         | onuitgebrachte studio mix | Canterbury House Ann Arbor         | 10 november 1968  | 6:19  |
| 11    | Nowadays Clancy can't even sing | idem                                                                                                   | idem                      | idem                               | idem              | 5:22  |
| 12    | Down by the river               | Neil Young (z,g) Danny Whitten (g) Billy Talbot (b) Ralph Molina (d,z)                                 | album Everybody           | Wally Heider Rec Studio            | 18 januari 1969   | 9:27  |
| 13    | Cowgirl in the sand             | idem                                                                                                   | idem                      | idem                               | 19 januari 1969   | 10:09 |
| 14    | Everybody knows this is nowhere | idem                                                                                                   | idem                      | idem                               | 23 januari 1969   | 2:30  |

## Live at The Riverboat (Toronto 1969)
Live at The Riverboat (Toronto 1969) vormt deel 3 in de boxset. Het betreft een selectie uit  een aantal optredens, die Neil Young als soloartiest verzorgde voor (plaats) de The Riverboat in Toronto, Canada. Het album is even los te koop geweest bij de uitgave van Chrome dreams II, maar wordt nergens meer als apart album aangeboden. Alle nummers zijn liveversies van reeds beschikbare nummers, behalve 1956 Bubblegum disaster, dat is nog niet eerder uitgegeven.

### Muziek
| track | compositie                    | tijd |
| ----- | ----------------------------- | ---- |
| 1     | Sugar mountain                | 6:52 |
| 2     | The old laughing lady         | 8;25 |
| 3     | Flying on the ground is wrong | 6:58 |
| 4     | On the way home               | 3:06 |
| 5     | I’ve loved her so long        | 3:35 |
| 6     | I am a child                  | 4;58 |
| 7     | 1956 Bubblegum disaster       | 2:18 |
| 8     | The last trip to Tulsa        | 7:37 |
| 9     | Broken arrow                  | 6:53 |
| 10    | Whiskey Boot Hill             | 2:40 |
| 11    | Expecting to fly              | 3:26 |

## Topanga 2 (1969-1970)
Topanga 2 (1969-1970) vormt deel 4 in de boxset. Het betreft de beginperiode als soloartiest, maar ook zijn samenwerking met Crazy Horse. Sommige tracks zijn te beluisteren op de albums Everybody Knows This Is Nowhere en After the Gold Rush, andere zijn onuitgebracht materiaal. Er staan ook opnamen op met Crosby, Stills, Nash & Young (CSNY).

### Muziek
| track | compositie                                                                               | wie speelt | wat                      | waar                       | wanneer           | tijd |
| ----- | ---------------------------------------------------------------------------------------- | --- | ------------------------ | -------------------------- | ----------------- | ---- |
| 1     | Cinnamon girl                                                                            | Neil Young/Crazy Horse Neil Young (g,z) Danny Whitten (g,z) Billy Talbot (b) Ralph Molina (d)                          | album Everybody Knows    | Wally Heider Studio        | 20 maart 1969     | 3:02 |
| 2     | Running dry (Requiem for The Rockets)                                                    | idem met Bobby Notkoff (viool)                                                                                         | idem                     | idem                       | 20 maart 1969     | 5:38 |
| 3     | Round and round (it won’t be long)                                                       | idem zonder Notkoff | onuitgebracht            | Sunset Studio              | 24 maart 1969     | 5:55 |
| 4     | Oh lonesome me (van Don Gibson)                                                          | idem | afwijkende mix van album | idem                       | 2 augustus 1969   | 4:02 |
| 5     | Birds                                                                                    | idem (mono) | B-kant single            | idem                       | 3 augustus 1969   | 1:38 |
| 6     | Everybody’s alone                                                                        | idem | onuitgebracht            | idem                       | 4 augustus 1969   | 2:35 |
| 7     | I believe in you                                                                         | idem | van After the Gold Rush  | idem                       | 5 augustus 1969   | 3:30 |
| 8     | Sea of madness                                                                           | CSNY: David Crosby (g,z) Stephen Stills (g,z) Graham Nash (perc, z) Neil Young (g,z) Greg Reeves (b) Dallas Taylor (d) | Woodstock soundtrack     | Filmore East, NYC          | 20 september 1969 | 3:19 |
| 9     | Dance, dance, dance                                                                      | Neil Young/Crazy Horse zie track 1                                                                                     | onuitgebracht            | Larrabee Stduio, Hollywood | 17 oktober 1969   | 2:26 |
| 10    | Country girl A. Whiskey Boot Hill B. Down down down Country girl (I think you’re pretty) | idem | van album Déjà Vu        | Wally Heider               | 5 november 1969   | 5:13 |
| 11    | Helpless                                                                                 | idem | onuitgebrachte mix       | Wally Heider Studio        | 7 november 1969   | 3:50 |
| 12    | It might have been (van Ronnie Green/Harriet Kane)                                       | Neil Young/Crazy Horse zie track 1 met Jack Nitzsche (ep)                                                              | onuitgebracht live       | Music Hall (Cincinnati)    | 25 februari 1970  | 4:23 |

## Neil Young & Crazy Horse-Live at the Filmore East
Zie: Live at the Fillmore East (Neil Young)

## Topanga 3 (1970)
Topanga 3 (1969-1970) vormt deel 6 in de boxset. Het bevat een aantal opnamen, die Neil Young thuis inspeelde, alleen of samen met de band Crazy Horse. Ook is af en toe aanwezig Nils Lofgren, de latere gitarist bij de band van Bruce Springsteen en van zijn eigen bandje Lofgren. Lofgren zou Neil Young later ook nog begeleiden tijdens tournees, bijvoorbeeld traden ze samen midden jaren 80 op in Sportpaleis AHOY. 

### Muziek
| track | compositie                       | wie speelt | wat                                          | waar                              | wanneer             | tijd  |
| ----- | -------------------------------- | --- | -------------------------------------------- | --------------------------------- | ------------------- | ----- |
| 1     | Tell me why                      | Neil Young (g,z) Nils Lofgren (g,z) Ralph Molina (z)                                                            | album After the Gold Rush                    | Thuisstudio                       | circa 12 maart 1970 | 3:01  |
| 2     | After the gold rush              | Neil Young (z,g) Bill Peterson (flugelhorn)                                                                     | idem                                         | idem                              | circa 15 maart 1970 | 3:49  |
| 3     | Only love can break your heart   | Neil Young (z,g) Danny Whitten (g) Nils Lofgren (p) Greg Reeves (b) Bill Petersen (flugelhorn) Ralph Molina (d) | idem                                         | idem                              | idem                | 3;12  |
| 4     | Wonderin'                        | Neil Young (z,g) Danny Whitten (g) Nils Lofgren (p) Greg Reeves (b) Ralph Molina (d)                            | afwijkende mix van album After the Gold Rush | idem                              | idem                | 2:12  |
| 5     | Don't let it bring you down      | idem | After the Gold Rush                          | idem                              | circa 17 maart 1970 | 3:00  |
| 6     | Cripple Creek ferry              | idem | idem                                         | idem                              | idem                | 1:36  |
| 7     | Southern man                     | idem | van After the Gold Rush                      | idem                              | circa 19 maart 1970 | 5:34  |
| 8     | Till the morning comes           | Neil Young (z,p) Stephen Stills (z) Greg Reeves (b), Ralph Molina (d,z)                                         | After the Gold Rush (1e persing)             | idem                              | circa 19 maart 1970 | 1 :19 |
| 9     | When you dance I can really love | Neil Young (g,z) Danny Whitten (g,z) Jack Nitzsche (p) Billy Talbot (b) Ralph Molina (d,z)                      | After the Gold Rush (1e persing)             | idem                              | circa 6 april 1970  | 3:46  |
| 10    | Ohio                             | Crosby, Still, Nash & Young                                                                                     | single                                       | The Record Plant                  | 21 mei 1970         | 3:04  |
| 11    | Only love can break your heart   | idem | onuitgebrachte live-versie                   | Filmore East                      | 5 juni 1970         | 4:18  |
| 12    | Tell me why                      | idem | onuitgebracht live-versie                    | Auditorium Theatre Chicago        | 5 juli 1970         | 5:41  |
| 13    | Music is love                    | Crosby, Nash & Young                                                                                            | If I Could Remember Your Name, van Crosby    | A&M Studio, Los Angeles           | 23 augustus 1970    | 3:21  |
| 14    | See the sky about to rain        | Neil Young (p,z)                                                                                                | onuitgebracht live-versie                    | The cellar floor, Washington D.C. | 1/2 december 1970   | 3:55  |

## Live at Massey Hall (Toronto 1971)
Zie : Live at Massey Hall 1971

## North Country (1971-1972)
North Country (1971-1972) vormt deel 8 in de boxset. Het betreft de periode, dat Neil Young was verhuisd naar Woodside (Californië), een ranch die hij later omdoopte tot Broken Arrow Ranch. De nummers zijn opgenomen in de aldaar gebouwde studio, dan wel tijdens optredens van Young.

### Muziek
| track | compositie                       | wie speelt | wat                        | waar                                 | wanneer           | tijd  |
| ----- | -------------------------------- | --- | -------------------------- | ------------------------------------ | ----------------- | ----- |
| 1     | Heart of gold                    | Neil Young (z,g,mondharmonica) | onuitgebrachte liverversie | Royce Hall (UCLA)                    | 30 januari 1971   | 3:49  |
| 2     | The needle and the damage done   | Neil Young (z,g) | van Harvest                | idem                                 | idem              | 2:13  |
| 3     | Bad fog of loneliness            | Neil Young (z,g) met The Stray Gators: Ben Keith – steelgitaar Tim Drummond (b) Kenny Buttrey (d) en Linda Ronstadt (z) James Taylor (z) | onuitgebrachte versie      | Quadraphonic Sound Studio Nashville  | 6 februari 1971   | 1:57  |
| 4     | Old man                          | Neil Young (z,g) met The Stray Gators en Linda Ronstadt (z) James Taylor (z)                                                             | van Harvest                | idem                                 | 8 februari 1971   | 3:25  |
| 5     | Heart of gold                    | idem | idem                       | idem                                 | idem              | 3:11  |
| 6     | Dance dance dance                | Neil Young (z,g) Graham Nash (z,banjo)                                                                                                   | onuitgebrachte versie      | Island Studio, Londen                | 25 februari 1971  | 2:16  |
| 7     | A man needs a maid               | Neil Young (z,p) London Symphony Orchestra o.l.v. David Meecham                                                                          | onuitgebrachte mix         | Barking Town Hall                    | 1 maart 1971      | 4;13  |
| 8     | Harvest                          | The Stray Gators | van Harvest                | Quadraphonic Sound Studio, Nashville | 4 april 1971      | 3:11  |
| 9     | Journey through the past         | The Stray Gators | Time fades away            | idem                                 | idem              | 2:25  |
| 10    | Are you ready for the country?   | The Stray Gators met Jack Nitzsche lap slide g David Crosby , Graham Nash (z)                                                            | van Harvest                | Broken Arrow Ranch                   | 26 september 1971 | 3:23  |
| 11    | Alabama                          | The Stray Gators met David Crosby, Stephen Stills (z)                                                                                    | Harvest                    | idem                                 | idem              | 4:06  |
| 12    | Words (between the lines of age) | The Stray Gators met Jack Nitzsche (p) Graham Nash, Stpehen Stills (z)                                                                   | Journey through the past   | idem                                 | 28 september 1971 | 15:56 |
| 13    | Soldier                          | Neil Young (z,p) | Journey through the past   | Kings Mountain (Califonië)           | 18 november 1971  | 3:25  |
| 14    | War song                         | The Stray Gators met Graham Nash (z) | B-kant single              | Broken Arrow Ranch                   | 22 mei 1972       | 3:31  |